# Atlantic (Pensilvania)
Atlantic es un lugar designado por el censo ubicado en el condado de Crawford en el estado estadounidense de Pensilvania. En el año 2000 tenía una población de 43 habitantes y una densidad poblacional de 115 personas por km².

## Geografía
Atlantic se encuentra ubicado en las coordenadas 41°30′22″N 80°20′18″O / 41.50611, -80.33833.

## Demografía
Según la Oficina del Censo en 2000 los ingresos medios por hogar en la localidad eran de $25,000 y los ingresos medios por familia eran $26,250. Los hombres tenían unos ingresos medios de $26,250 frente a los $0 para las mujeres. La renta per cápita para la localidad era de $6,534. Alrededor del 16.7% de la población estaba por debajo del umbral de pobreza.